# Malînîci, Hmelnîțkîi
Malînîci (în ucraineană Малиничі) este localitatea de reședință a comunei Malînîci din raionul Hmelnîțkîi, regiunea Hmelnîțkîi, Ucraina.

## Demografie
Componența lingvistică a localității Malînîci
     Ucraineană (97,19%)
     Rusă (2,41%)
     Alte limbi (0,1%)
Conform recensământului din 2001, majoritatea populației localității Malînîci era vorbitoare de ucraineană (97,19%), existând în minoritate și vorbitori de rusă (2,41%).